# Jean-Claude Mukanya
Jean-Claude Kabeya Mukanya (ur. 1 maja 1968) – piłkarz z Demokratycznej Republiki Konga grający na pozycji pomocnika.

## Kariera klubowa
Swoją karierę piłkarską Mukanya rozpoczął w Belgii, w klubie KFC Eeklo. Grał w nim w latach 1987–1989 w drugiej lidze belgijskiej. Następnie odszedł do innego drugoligowca, Lommel SK. W 1992 roku wywalczył z nim historyczny awans do pierwszej ligi belgijskiej. W Lommel grał do końca sezonu 1995/1996.
Latem 1996 roku Mukanya przeszedł do holenderskiego NAC Breda. Rozegrał 9 meczów w Eredivisie w sezonie 1996/1997 i następnie zmienił klub. Wrócił do Belgii i został zawodnikiem Eendrachtu Aalst. Występował w nim w latach 1997–1999. Latem 1999 roku Kongijczyk odszedł z Eendrachtu do izraelskiego Hapoelu Beer Szewa. Występował w nim do 2001 roku, czyli do zakończenia swojej kariery.

## Kariera reprezentacyjna
W reprezentacji Zairu Mukanya zadebiutował w 1991 roku. W 1992 roku zagrał we 2 meczach Pucharu Narodów Afryki 1992: z Marokiem (1:1) i z Kamerunem (1:1).
W 1994 roku Mukanya został powołany do kadry na Puchar Narodów Afryki 1994. Tam zagrał we 2 spotkaniach: z Mali (1:0) oraz z Tunezją (1:1).
Z kolei w 1996 roku Mukanya był w kadrze Zairu na Puchar Narodów Afryki 1996. Jego dorobek na tym turnieju to 3 mecze: z Gabonem (0:2), z Liberią (2:0) i ćwierćfinał z Ghaną (0:1).
W kadrze narodowej Mukanya grał do 1999 roku.